# Suzanne Cornillac de Tremines
Pour les articles homonymes, voir Cornillac.
Suzanne Marguerite Cornillac de Tremines, née le 20 décembre 1904 à Paris et morte à Longjumeau le 3 décembre 1982, est une peintre, aquarelliste et illustratrice française. 

## Biographie
Élève de Pierre Vignal, membre de l'Union des femmes peintres et sculpteurs, elle participe dès 1924 au Salon des artistes français et se fait connaître pour ses croquis au bâtonnet ainsi qu'avec des objets de cuir incisé. Elle prend part à l'Illustré de la Province et des Colonies (1926-1929). 
En 1936, Émile Ripert lui conseille un voyage en Corse. Elle entame alors un tour de Corse à pied et peint les villages qu’elle traverse. Elle vit quelque temps à Ajaccio puis s’établit à Nice où elle reste  jusqu’en 1956.

## Œuvres[4]
- L'Hiver à Champagny-le-Haut
- Brune en montagne
- Rue de Grignan